# Afghanistan Campaign Medal
.

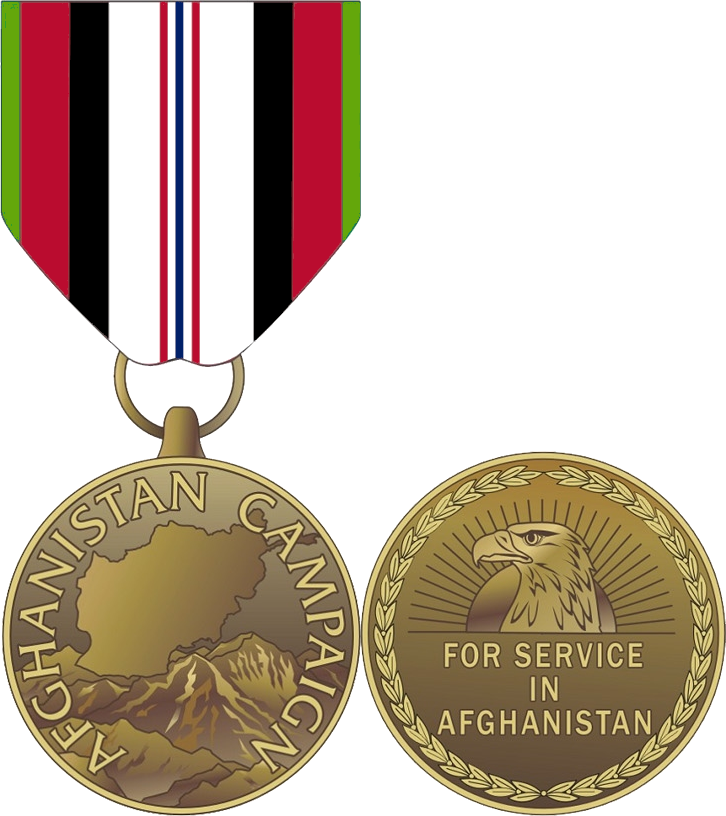
Afghanistan Campaign Medal/Medalia pentru Campania din Afganistan

Afghanistan Campaign Medal/ Medalia pentru Campania din Afganistan este o medalie militară americană.
Această medalie recunoaște serviciul militar efectuat în Afganistan din 24 octombrie 2001.
Medalia pentru Campania din Afganistan a fost înființată printr-un act al Congresului Statelor Unite la data de 29 noiembrie 2004, prin Ordinul Executiv nr. 13363 și aprobat de președintele George W. Bush. 
Medalia pentru Campania din Afganistan a fost proiectată de Institutul de Heraldică a Armatei SUA.

Medalia a devenit accesibilă pentru acordare din iunie 2005.
Medalia se acorda pentru militarii SUA care au efectuat serviciu în Afganistan sau spațiul aerian ale Afganistanului pentru o perioadă consecutivă de treizeci de zile sau șaizeci de zile neconsecutive.
Persoanele care au participat la luptă armată, au fost răniți în luptă armată sau atac terorist primesc medalia indiferent de timpul petrecut în serviciu.
Medalia se acordă și postum pentru cei care au decedat pe teritoriul Afganistanului datorită angajării în luptă sau răni suferite într-un accident.